# توماس فوغارتي
الطبيب توماس ج. «توم» فوغارتي (ولد في 25 فبراير 1934 في سينسيناتي بولاية أوهايو) جراح أمريكي ومخترع أجهزة طبية. يشتهر باختراع قسطرة استئصال الصمة (أو قسطرة البالون)، التي أحدثت ثورة في علاج جلطات الدم (السداد).

## النشأة والتعليم
ولد فوغارتي في سينسيناتي، أوهايو، في 25 فبراير عام 1934. عمل والده مهندس سكك حديدية، لكنه توفي عندما كان فوغارتي في الثامنة من عمره.
تحدث فوغارتي عن والده باعتباره مؤثرًا بطبيعته الإبداعية كمخترع. كان يصلح الأشياء التي تحتاج إلى إصلاح من أجل والدته، وعمل مع سيارات دربي سوب بوكس ونماذج الطائرات. «كان لدي ميل وطبيعة فضولية حول بناء الأشياء. كنت أنظر إلى الأشياء وأقول لنفسي: حسنًا، كيف يمكنني تحسينها؟» كان ميله للعمل واضحًا في مرحلة الطفولة أيضًا. بيعت نماذج الطائرات التي بناها لأطفال الحي. عندما أُحبط بسبب تروس الدراجة البخارية، صنع معشق يعمل بالطرد المركزي وباعه.
لم يكن فوغارتي طالبًا متفوقًا، وكان هدفه الأصلي أن يصبح ملاكمًا. «لم أكن طفلاً مهذبًا. أرسلوني إلى معسكر لإبعادي عن المشاكل. كانت الملاكمة إحدى الأنشطة الروتينية».
بدأ فوغارتي العمل في مستشفى السامري الصالح، لإعانة عائلته في أواخر الأربعينيات من القرن العشرين، حيث عمل بتنظيف المعدات الطبية بينما كان في الصف الثامن في المدرسة. واصل العمل خلال عطلته الصيفية في المدرسة الثانوية، وسرعان ما حصل على ترقية كتقني جراحي، وهو شخص يسلم الأدوات الطبية للجراحين - شهد أول عملية جراحية له في سن مبكرة. خلال هذه الفترة، التقى بالطبيب جاك كرانلي لأول مرة، والذي كان له تأثير كبير على مهنة فوغارتي المستقبلية.
اكتشف فوغارتي خلال السنة الأخيرة من دراسته الثانوية أنه يريد أن يصبح طبيبًا. في سن الـ17، ترك مسيرته في الملاكمة بعد أن كسر أنفه في مباراة انتهت بالتعادل. أعطاه كاهن العائلة توصية، وبسبب درجاته السيئة، قُبل في جامعة هافيير بسينسيناتي تحت المراقبة. أصبح جاك كرانلي، أحد أبرز جراحي الأوعية الدموية في الولايات المتحدة، معلمه. في حديثه عن كرانلي، قال فوغارتي لاحقًا: «كان لدي مرشد شجعني وساعد في إقناعي بالذهاب إلى الكلية ... كان لديه 10 أطفال وأصبحت الحادي عشر. لطالما قال لي: أنت أذكى مما تظن».
تخرج فوغارتي في جامعة خافيير بدرجة البكالوريوس في علم الأحياء عام 1956 والتحق بكلية الطب بجامعة سينسيناتي، وتخرج منها بتفوق في عام 1960. من عام 1960 حتى عام 1961، تدرب في كلية الطب بجامعة أوريغون في بورتلاند، أوريغون، وأكمل إقامته الجراحية في نفس المدرسة عام 1965.

## اختراع قسطرة استئصال الصمة
خلال سنوات فوغارتي في مستشفى السامري الصالح، شهد وفاة العديد من المرضى بسبب مضاعفات جراحات الجلطات الدموية في أطرافهم. «50% من المرضى ماتوا. اعتقدت أنه لا بد من وجود طريقة أفضل.» قبل اختراع فوغارتي، وجب على الجراحين استخدام الملاقط لإزالة جلطات الدم بعد قطع جزء كبير من الشريان، وكان المريض يخضع للتخدير العام لساعات. عادةً ما يتوقف تدفق الدم في أثناء العملية، ما يزيد من خطر فقدان المريض لأحد الأطراف.